# Гавриш, Дмитрий Иванович
Дмитрий Иванович Гавриш — советский хозяйственный, государственный и политический деятель.

## Биография
Родился в 1910 году в Фастове. Член КПСС.
Окончил Каменец-Подольский силикатный институт (ныне Харьковский химико-технологический) по специальности инженера-технолога силикатной промышленности (1935).
В 1945 — главный инженер Нижне-Тагильского огнеупорного завода.
В 1948—1955 — директор Первоуральского динасового завода.
В 1965—1983 — начальник Главного управления огнеупорной промышленности Министерства чёрной металлургии СССР, начальник Всесоюзного производственного объединения по производству огнеупоров, главный редактор журнала «Огнеупоры».
За создание и внедрение комплекса технологии, специального разливочного оборудования и огнеупоров для массового производства качественного металла в сталеплавильных цехах с агрегатами большой единичной мощности был в составе коллектива удостоен Государственной премии СССР в области науки и техники 1977 года.
Умер в 2000 году в Москве.

## Награды
- Орден Трудового Красного Знамени (1945, 22.03.1966)
- Орден Дружбы народов (02.03.1981)